# Otto Kaiser
Otto Kaiser (ur. 3 grudnia 1913 w Eilenburgu, zm. 17 sierpnia 1996 w Bergisch Gladbach) – zbrodniarz nazistowski, członek załogi niemieckiego obozu koncentracyjnego Sachsenhausen i Stutthof oraz SS-Oberscharführer.
Z zawodu ślusarz. Członek SS od 1933 i NSDAP od 1 maja 1937. W 1937 rozpoczął służbę w obozie Sachsenhausen, gdzie należał do najokrutniejszych esesmanów. Uczestniczył w egzekucjach tysięcy jeńców radzieckich. Oprócz tego wielokrotnie dokonywał indywidualnych egzekucji i maltretował więźniów na wszelkie możliwe sposoby. Jego ofiarą padali również polscy księża. Od 28 grudnia 1942 do 2 lutego 1943 był I. Rapportführerem w Stutthofie. 
W procesie załogi Sachsenhausen, który w 1970 toczył się przed zachodnioniemieckim sądem w Kolonii Kaiser skazany został na dożywotnie pozbawienie wolności. Wyrok zatwierdził Sąd Najwyższy Niemieckiej Republiki Federalnej 2 sierpnia 1972.
Zwolniony w 1988.